# Paloh Tinggi
Paloh Tinggi is een bestuurslaag in het regentschap Pidie van de provincie Atjeh, Indonesië. Paloh Tinggi telt 862 inwoners (volkstelling 2010).